# The Martyrium
The Martyrium war eine deutsche Black-Metal-Band aus Ahlen. Es handelte sich dabei um die Formation, aus der sich als Nebenprojekt Heimdalls Wacht entwickelte.

## Geschichte
Gegründet wurde die Band im Jahr 2000. Ihr erstes musikalisches Lebenszeichen war 2002 das im Selbstverlag veröffentlichte Werk Einsamkeit. 2003 erschien mit Verachtung der Nachfolger – als Kassette via Irminsul Records, dem Label des Odal-Bandleaders Taaken, und als CD via Wolf Musik. Auch für Album Nummer drei (Sturmböen) im Jahr 2004 wechselte The Martyrium das Musiklabel. Das bislang letzte Werk Todesrunen erschien 2006 bei der vierten Plattenfirma Nebelfee Klangwerke, wo zuvor Gruppen wie Absurd, Leichenzug, Temnozor und Totenburg Tonträger veröffentlicht hatten.
Mit Einsamkeit (2009), Sturmböen (2005) und Todesrunen (2008) wurden drei Alben von The Martyrium von der deutschen Plattenfirma Stunde des Ideals Produktionen als Kassette wiederveröffentlicht.

## Stil
Bei einer Rezension zum zweiten Werk Verachtung vernahm ein Rezensent im ersten Stück „Harmonien, die eher dem Death Metal Genre zuzuordnen“ seien, gleichwohl die „Produktion typisch nach Black Metal“ klinge. Allerdings blieben „diese ungewöhnlichen Ausflüge eher die Ausnahme“ und der Rest des Materials bewege sich im üblichen Black-Metal-Rahmen.

## Diskografie
- 2002: Einsamkeit (Selbstverlag, Wiederveröffentlichung 2009 als Kassette via Stunde des Ideals Produktionen)
- 2003: Verachtung (Kassette via Irminsul Records, CD via Wolf Musik)
- 2004: Sturmböen (CD via Runenzauber Produktionen, Kassette 2005 via Stunde des Ideals Produktionen)
- 2006: Todesrunen (CD via Nebelfee Klangwerke, Kassette 2008 via Stunde des Ideals Produktionen)